# Terre lointaine
Pour plus de détails, voir Fiche technique et Distribution.
Terre lointaine (Terra Estrangeira) est un film d'action luso-brésilien réalisé par Walter Salles et Daniela Thomas et sorti en 1995.
En novembre 2015, le film est inclus dans la liste établie par l'Association brésilienne des critiques de cinéma (Abraccine) des 100 meilleurs films brésiliens de tous les temps.

## Synopsis
Le film traite de la solitude des immigrés. Il raconte l'histoire de Paco, qui veut connaître la terre de sa mère. Après la mort de celle-ci, Paco se retrouve sans le sou à la suite de la confiscation de ses biens par Collor. Acculé, Paco accepte de livrer un mystérieux paquet, à la demande du mystérieux Igor, au Portugal, en échange du coût du voyage. Après avoir perdu le colis, il rencontre Alex, une Brésilienne qui travaille comme serveuse au Portugal et vit avec Miguel, un musicien héroïnomane qui s'est reconverti dans la délinquance. Fuyant vers l'Espagne, Paco est poursuivi par des bandits intéressés par le paquet.

## Fiche technique
- Titre original brésilien : Terra Estrangeira[2]
- Titre français : Terre lointaine[3]
- Réalisation : Walter Salles, Daniela Thomas
- Scénario : Walter Salles, Daniela Thomas, Marcos Bernstein, Millôr Fernandes
- Photographie : Walter Carvalho
- Montage : Felipe Lacerda, Walter Salles
- Musique : Antonio Pinto, José Miguel Wisnik
- Décors : Daniela Thomas
- Costumes : Cristina Camargo
- Maquillage : Gabi Moraes
- Production : Flavio-R. Tambellini, Paulo Dantas, Antonio da Cunha-Telles
- Société de production : Animatógrafo Cinema e Video, VideoFilmes
- Pays de production :  Brésil,  Portugal
- Langue originale : portugais
- Format : Noir et blanc
- Genre : Film d'action, drame psychologique, thriller
- Durée : 110 minutes
- Dates de sortie : 
  - Brésil : 1995
  - Portugal : 5 septembre 1996
  - France : 24 septembre 1997

## Distribution
- Fernando Alves Pinto (pt) : Paco
- Laura Cardoso : Manuela, la mère
- Luís Melo (pt) : Igor
- Fernanda Torres : Alex
- Alexandre Borges : Miguel
- Tchéky Karyo : Kraft
- João Lagarto : Pedro
- Beth Coelho
- Gerald Thomas